# Kultura zgrčenih kostura
Kultura zgrčenih kostura je kultura brončanog doba, koja predstavlja prvu razvojnu fazu brončanog doba u srednjoj Europi (druga je kultura grobnih tumula, a treća kultura žarnih polja).
Hrvatska enciklopedija (LZMK) ovako piše o njoj: "U razvoju srednjoeuropskih kulturnih područja izdvajaju se tri bitne faze obilježene načinom pokapanja mrtvaca: u najstarijoj fazi mrtvaci se pokapaju u zgrčenu položaju, u srednjoj fazi pod zemljanim ili kamenim tumulima, dok se u kasnoj spaljuju, a pepeo se u pravilu polaže u žare (kultura polja sa žarama). U svakom razdoblju brončanoga doba izdvojilo se više lokalnih kulturnih skupina (lužička, únětička, vatinska)".